# Андрија Бојић
Андрија Бојић (Београд, 28. мај 1993) српски је кошаркаш. Игра на позицији крилног центра.

## Биографија
Кошарку је почео да тренира 2003. у клубу Алименти, да би 2008. прешао у млађе категорије Мега Визуре. Током 2011. године је наступао за Црвену звезду у јуниорској Евролиги. Први професионални уговор потписао је средином 2011. године са Мега Визуром. Први део такмичења у Кошарашкој лиги Србије 2013/14. провео је на позајмици у ОКК Београду и приказао сјајну игру која му је донела епитет најкориснијег играча те фазе КЛС. Пред почетак Суперлиге Србије 2014. вратио се у Мега Визуру. Сезону 2015/16. почео је у ОКК Београду, али је током Суперлиге Србије 2016. бранио боје Борца из Чачка. У октобру 2016. ангажовала га је земунска Младост и у њеном дресу је одиграо девет утакмица. Средином децембра 2016. прешао је у мађарски Јасберењ. Од јуна 2017. до фебруара 2018. играо је за Староград Гдањски. Играо је затим и у Румунији за Политехнику из Јашија да би у сезони 2018/19. са екипом МЗТ Скопља био шампион Македоније. Наредну годину је провео опет у Румунији, овога пута у екипи Волунтарија, да би се за сезону 2020/21. вратио у МЗТ и освојио још једну титулу првака Македоније.

## Успеси

### Клупски
- МЗТ Скопље: 
  - Првенство Македоније (2): 2018/19, 2020/21.
  - Куп Македоније (1): 2021.

### Појединачни
- Најкориснији играч Кошаркашке лиге Србије (1): 2013/14.